# Neodorcadion exornatoides
Neodorcadion exornatoides là một loài bọ cánh cứng trong họ Cerambycidae.